# Baniachong
Baniachong è un sottodistretto (upazila) del Bangladesh situato nel distretto di Habiganj, divisione di Sylhet. Si estende su una superficie di 482,25 km² e conta una popolazione di 235.855 abitanti (dato censimento 1991).